# Lycodon gongshan
Espèce
Statut de conservation UICN

 DD  : Données insuffisantes
Lycodon gongshan est une espèce de serpent de la famille des Colubridae.

## Répartition
Cette espèce est endémique du Yunnan en République populaire de Chine. Elle se rencontre dans les xians de Gongshan et Longling.

## Étymologie
Son nom d'espèce, gongshan lui a été donné en référence au lieu de sa découverte.

## Publication originale
- Vogel & Luo, 2011 : A new species of the genus Lycodon (Boie, 1826) from the southwestern mountains of China (Squamata: Colubridae). Zootaxa, n. 2807, p. 29–40 (introduction)